# Chamlang
Der Chamlang ist ein Berg im Mahalangur Himal in Nepal in der Nähe des Makalu. Der Chamlang besitzt einen über 6 km langen in Nordnordost-Richtung verlaufenden Berggrat, der nur geringe Höhenunterschiede aufweist. Höchster Punkt ist der 7319 m hohe Westgipfel am westlichen Ende des Berggrats. Des Weiteren gibt es einen 7180 m hohen Mittelgipfel (⊙) sowie einen 7235 m hohen Ostgipfel (⊙). Entlang der Nordflanke des Bergkamms strömt der Chamlanggletscher in östlicher Richtung und mündet unterhalb der Nordostflanke in den Unteren Barungletscher. Südlich des Chamlang verläuft der Isuwagletscher in östlicher Richtung. Östlich des Chamlang findet der Bergkamm seine Fortsetzung in den Gipfeln Turtse (Peak 6) und Peak 7. Westlich des Chamlang verläuft das Flusstal des Hunku Drangka nach Süden. Am westlichen Fuße des Chamlang liegen zwei Gletscherrandseen.

## Besteigungsgeschichte
Der Berg konnte erstmals am 31. Mai 1962 durch den Japaner Soh Anma und den indischen Sirdar Pasang Phutar III im Rahmen der Hokkaido University Mount Chamlang Expedition bestiegen werden. Die Aufstiegsroute führte vom westlich gelegenen Gletscher über den Südgrat zum Gipfel.
Am 16. Mai 1984 gelang einer Bergsteigergruppe bestehend aus Jean Afanassieff, Doug Scott und Michael Scott sowie dem Nepalesen Ang Phurba die Erstbesteigung von Ost- und Mittelgipfel. Sie erreichten den Ostgipfel über die Nordwand und den Nordostgrat. Anschließend folgten sie dem Berggrat zum Mittelgipfel.